# Poles Apart
Pistes de The Division Bell
What Do You Want from Me Marooned
Poles Apart est une chanson du groupe de rock progressif britannique Pink Floyd. C'est le troisième titre de l'album The Division Bell, en 1994. 

## Genèse
Lors d'une entrevue en 1994, Polly, informe le public que Poles Apart parle de Syd Barrett sur le premier couplet et de Roger Waters sur le deuxième. 
L'inspiration est venue d'un moment entre Nick Laird-Clowes et David où ce dernier n'avait pas de paroles à mettre sur la musique de Poles Apart. Nick lui aurait demandé comment était réellement Syd quand ils étaient amis et David aurait répondu «Je n'aurais jamais pensé qu'il perdrait cette lueur dans les yeux». Voilà comment les paroles de la chanson ont commencé. 

## Réalisation
Pour commencer, le chant est assuré d'une voix douce et mélancolique ce qui fait un grand contraste avec la chanson précédente What Do You Want from Me. Nick Mason fait son entrée au deuxième couplet assurant une frappe lourde et lent. Wright, de son côté, s'occupe d'une sonorité somptueuse et claire sur son orgue Hammond. 
Une longue séquence instrumentale apparaît au milieu de la chanson. On peut y entendre une boucle synthétiseur servant de trame sonore laissant place aux différents bruits qui vont s'enchaîner: son de woodblock… sifflement… respiration… musique de cirque… voiture… porte… pleurs de bébé.
La reprise du dernier couplet sur une rythmique plus enlevée est suivie d'un solo de Gilmour qu'il interprète sur sa Gibson Les Paul Goldtop de 1955.

## Enregistrement
Britannia Row, Islington Londres: Janvier 1993
Astoria, Hampton: Février-Mai 1993 Septembre-Décembre 1993
Metropolis Studios, Chiswick, Londres: Septembre-Décembre 1993
The Creek Recording Studio, Londres: Septembre-Décembre 1993

## Personnel
- David Gilmour - chant, guitare Gibson Les Paul, guitare acoustique
- Richard Wright - claviers
- Nick Mason - batterie, percussions
- Guy Pratt - basse
- Jon Carin - programmation

## Liens
- Site officiel de Pink Floyd
- Site officiel de David Gilmour